# Piccolo Coro dell’Antoniano (1989)
Piccolo Coro dell’Antoniano pod dyrekcją Mariele Ventre – album chóru Piccolo Coro dell’Antoniano, wydany w roku 1989. Zawiera wybrane piosenki, wykonywane przez zespół podczas koncertów w Polsce w roku 1989.
Album powstał specjalnie na rynek polski, a większość zawartych na nim utworów pochodzi z płyt, wydanych wcześniej we Włoszech. Wydawcą był Wifon. Ukazał się on na kasetach magnetofonowych (MC 0239) oraz płytach winylowych (LP 154).
Około roku 1991, album ukazał się na rynku również w wersji nieoficjalnej (ale oficjalnie sprzedawanej), ze zmienioną okładką i kolejnością utworów.

## Lista utworów
Strona A
1. Il coro del Creato (L. Beretta – V. Ciuckov – A. Martelli) 2:52
2. Medley di Natale (Bertini – Henderson – Rasini – G.B. Martelli – F. Gruber – Malemi – tradyc.) 4:27
3. Voulez vous danser? (C. Minellono – A. Cassella – D. Farina) 3:18
4. Życzenie (S. Witwicki – F. Chopin) 3:00
5. Noi noi noi (V. Buonassisi – A. Mori) 3:00

Strona B
1. Cane e gatto (F. Rinaldi) 2:25
2. Ghostbusters (R. Parker) 4:07
3. Nenia di Natale (Gdy się Chrystus rodzi) (tradyc. – G.B. Martelli) 2:40
4. Il gelataio (V. Buonassisi) 2:49
5. Abecedario polacco (W. Młynarski – W. Trzciński) 2:09
6. Mille voci una voce (A. Testa – V. Sciansky) 2:12

## Informacje dodatkowe
- Zespołowi akompaniuje orkiestra G.B. Martelliego
- Licencja: Antoniano, Five Record, Fonit Cetra, Peer-Southern Productions, przy współpracy "Expressu Wieczornego"
- Projekt graficzny: A. Pągowski
- Foto: A. Salmi
- Cena kasety (z okładki): 3.500 zł